# 莲花镇 (林口县)
莲花镇，是中华人民共和国黑龙江省牡丹江市林口县下辖的一个乡镇级行政单位。

## 行政区划
莲花镇下辖以下地区：
江西村、柳树村、莲花村、东河村、东柳村、字砬子村、新富村、大发村和新民村。